# Burg Trémazan
Die Burg Trémazan ist die Ruine einer Burg auf dem Gemeindegebiet von Landunvez im Département Finistère in der Bretagne. Der rund 400-köpfige Verein SOS Château de Trémazan versucht, die Anlage vor dem weiteren Verfall zu schützen.

## Geschichte

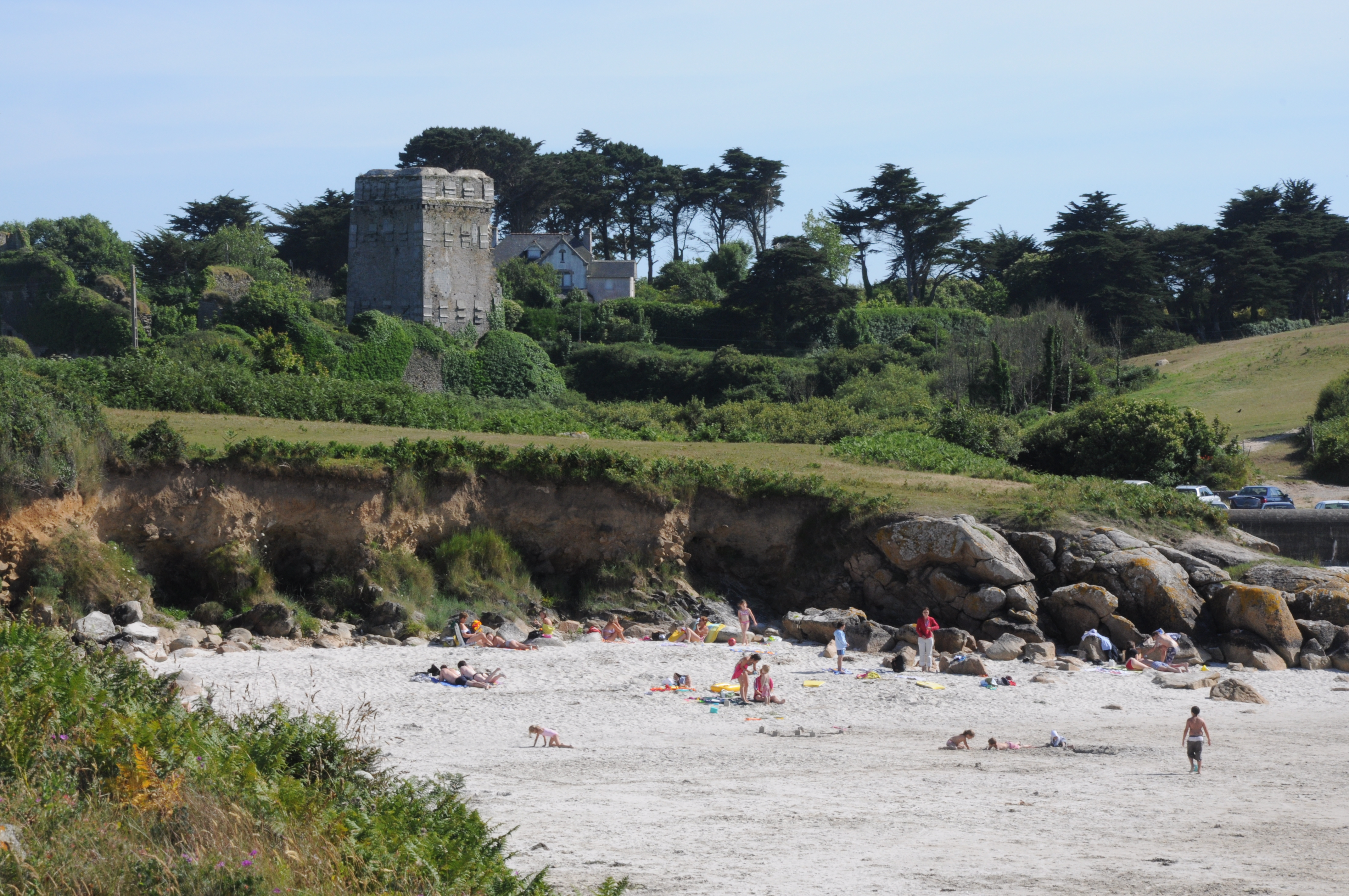
Niederungsburg

Die Burg wurde im 9. oder 10. Jahrhundert erbaut und 1250 nach teilweiser Zerstörung wieder aufgebaut. Sie war Sitz der Adelsfamilie du Chastel, die im Pays de Léon zu den wichtigsten Adelsfamilien gehörte und – wie z. B. Tanneguy III. du Chastel – einflussreiche Persönlichkeiten hervorbrachte. Die Familie du Chastel blieb Ende des 16. Jahrhunderts jedoch ohne männliche Nachkommen.
Die Ruine war bis Anfang des 20. Jahrhunderts noch bewohnt und ist seit Mai 1926 als Monument historique in die französische Denkmalliste eingeschrieben.

## Legende vom Heiligen Tanguy
Die Familie du Chastel wird seit 525 in einer Legende zum Adligen Galonus genannt, der mit seiner ersten Frau mehrere Kinder hatte – darunter auch Haude und Gurguy. Nach dem Tod seiner Frau heiratet er eine Engländerin, die Gurguy mit ihren Machenschaften an den Hof des Frankenkönigs Childebert I. treibt. Als Gurguy nach zwölf Jahren nach Trémazan zurückkehrt und den Erzählungen seiner Stiefmutter glaubt, dass seine Schwester Haude schlimmste Infamien begangen habe, enthauptet er seine Schwester am 18. November 545. Am gleichen Abend erscheint ihm Haude mit ihrem Kopf in den Händen, ruft „Ich bin unschuldig!“ und verzeiht ihrem Bruder, bevor sie stirbt. Der verzweifelte Bruder wirft sich Paulinus Aurelianus, dem Bischof von Léon, zu Füßen, tritt unter dem Namen Tanguy in einen Orden ein und gründet mehrere Klöster, darunter die Abtei Saint-Mathieu. Seither ist er unter dem Namen Tanguy von Locmazhé bekannt, seine Schwester als Aude de Trémazan.